# Csaroda
Csaroda – wieś w północno-wschodniej części Węgier, w pobliżu miasta Vásárosnamény oraz granicy z Ukrainą. Wieś liczy 568 mieszkańców (2012) i zajmuje obszar 24,7 km².

## Położenie
Miejscowość leży na obszarze Wielkiej Niziny Węgierskiej, w pobliżu granicy ukraińskiej. Administracyjnie należy do powiatu Vásárosnamény, wchodzącego w skład komitatu Szabolcs-Szatmár-Bereg. Przez wieś przebiega droga krajowa nr 41.